# Evangelische Kirche (Weickartshain)

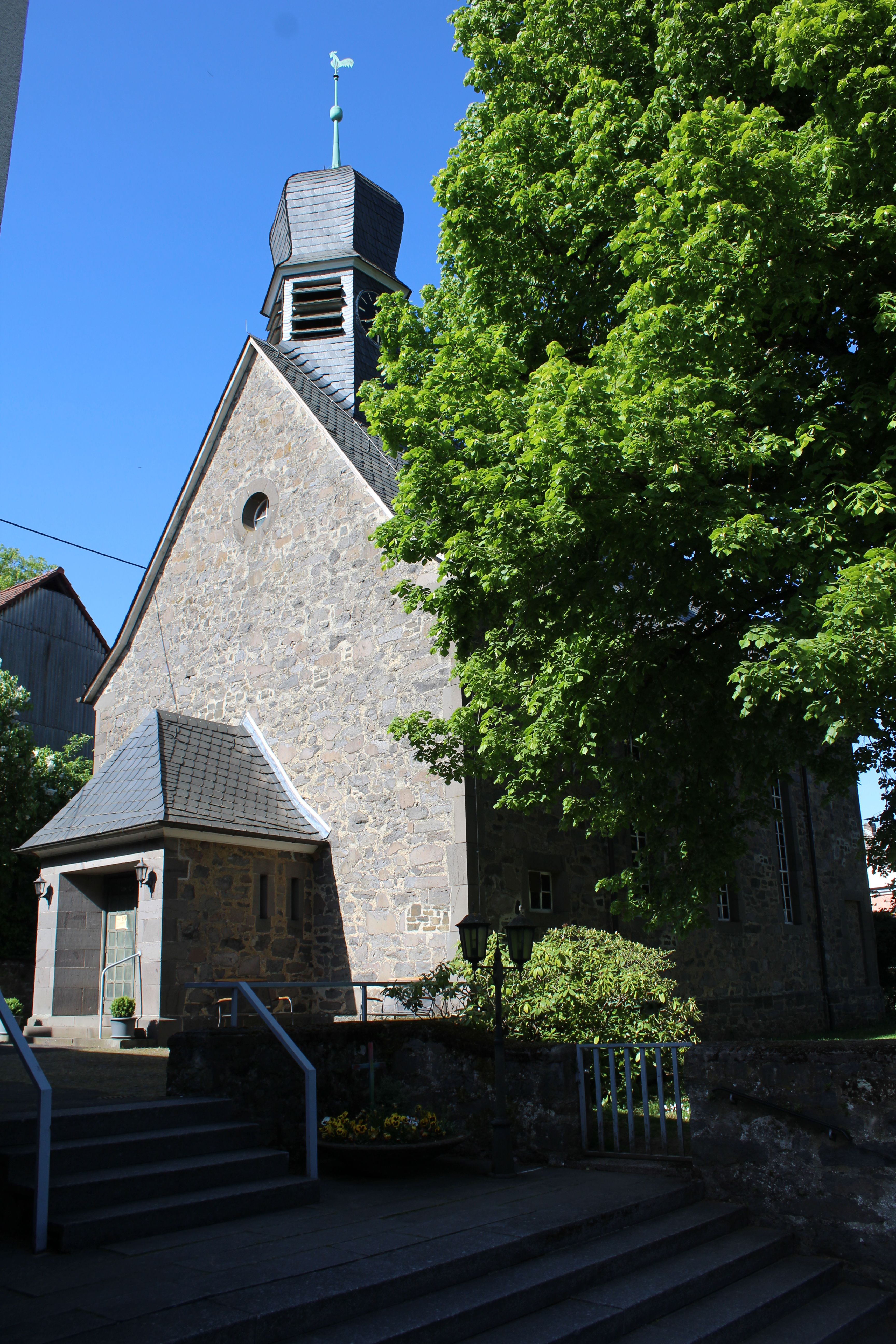
Westseite der Kirche

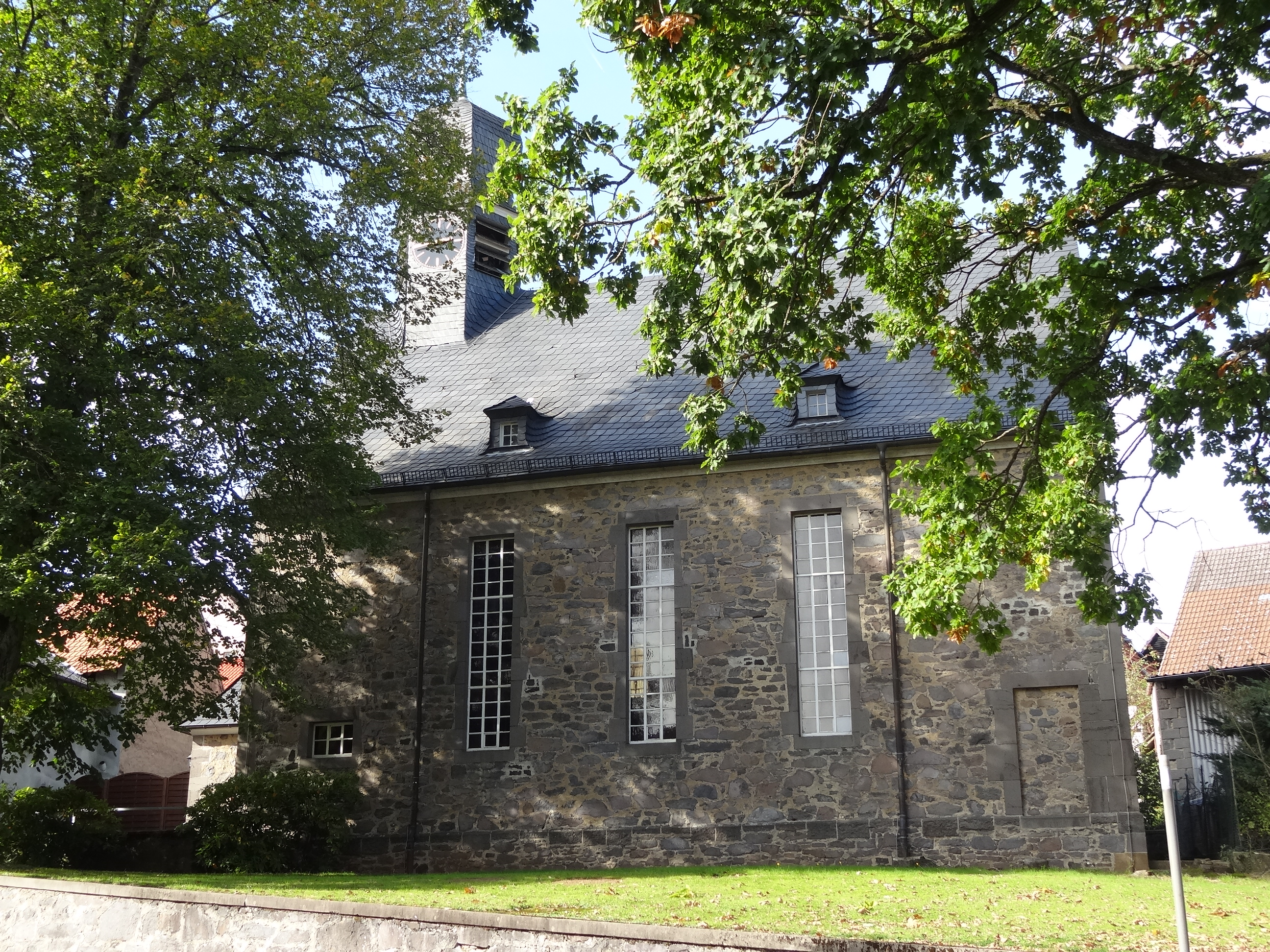
Südansicht der Kirche

Die Evangelische Kirche in Weickartshain, einem Stadtteil von Grünberg im Landkreis Gießen (Mittelhessen), ist eine Saalkirche, die von 1931 bis 1932 im Stil des Historismus errichtet wurde. Mit ihrem sechsseitigen Dachreiter prägt die Kirche das Ortsbild und ist hessisches Kulturdenkmal.

## Geschichte
Im Mittelalter war Weickartshain Filial von Flensungen und dem Archidiakonat St. Johann in der Erzdiözese Mainz zugeordnet. Mit Einführung der Reformation wechselte Grünberg 1526 samt der Kirchengemeinde Weickartshain zum evangelischen Bekenntnis. Mit Rücktritt von Pfarrer Erasmus von Flensungen im Jahr 1553 wurde das Kirchspiel mit seinen Filialen Ilsdorf, Stockhausen und Weickartshain neu geordnet und Flensungen mit Merlau vereint.
Aufgrund der Bindung an die Muttergemeinde mussten die Einwohner der Filialdörfer Kirche und Schule in Flensungen besuchen. Erst ab etwa 1660 wurde genehmigt, dass in den Wintermonaten ein „Winterlehrer“ die jüngsten Klassen in Weickartshain unterrichtete. Dies macht die Existenz einer eigenen Schule wahrscheinlich. Nach anderer Auffassung fand der Unterricht in den Häusern der Lehrer statt. Im Jahr 1690 oder bereits vor 1685 erhielt Weickartshain einen eigenen Schulmeister, der dem Merlauer Pfarrer verantwortlich war. 1757 erfolgte der Bau einer neuen Schule, die zu Beginn des 19. Jahrhunderts baufällig und 1845 verkauft wurde. Als Ersatz wurde 1837 ein Fachwerkhaus, eine ehemalige Bauernhofreite aus Groß-Eichen, gekauft und nach Weickartshain transloziert. Im Jahr 1825 erhielt der Ort Bestattungsrecht auf einem eigenen Friedhof. An die neue Schule  wurde 1840 eine „Leichenstube“ angebaut, die auch als „Betsaal“ diente. Der Schullehrer hielt hier Gottesdienste ab, ab 1844 gelegentlich auswärtige Pfarrer. Die Kapelle aus Fachwerk über einem massiv aufgemauerten Steinsockel auf fast quadratischem Grundriss war durch ein gemeinsames Satteldach mit der Schule vereint. Sie war nur 58 Quadratmeter groß und bot auf den Frauenbänken 60 und auf den Männeremporen weitere 60 Sitzplätze. 1842 wurde der Kapelle ein Dachreiter mit einer Glocke und einem Spitzhelm aufgesetzt, 1854 eine zweite Glocke aus Laubach ergänzt. Weickartshain erhielt 1844 das Recht, Abendmahlsfeiern durchzuführen, und 1855 das Taufrecht und das Recht, Ehen zu schließen. In den ersten Jahren führte der Pfarrer aus Lardenbach das Abendmahl durch, ab 1852 der Pfarrer aus Merlau. Mindestens seit 1866 hielt der Schullehrer am Sonntagnachmittag einen Gottesdienst in Weickartshain, seit 1877 der Merlauer Pfarrer alle zwei Wochen. Die Gemeinde schaffte 1886 ein Harmonium an, das die Licher Firma Förster & Nicolaus lieferte. Zuvor hatte der Lehrer den Gemeindegesang auf der Geige begleitet. 1891 wurde der Dachreiter erneuert.
Kollekten für eine neue Kirche wurden ab 1903 durchgeführt, 1904 ein Kirchenbauverein gegründet und 1906 eine neue Schule eingeweiht. Am 11./12. Mai 1931 wurde der Kombinationsbau abgerissen und an derselben Stelle mit der Grundsteinlegung am 12. Juli 1931 mit dem Bau der neuen Kirche begonnen. Heinrich Walbe wirkte an den Plänen maßgeblich mit. Am 30. Oktober 1932 folgte die Einweihung. Ende der 1930er Jahre war die Kirche abbezahlt. Die Loslösung von Merlau geschah schrittweise und der Anschluss an Lardenbach endgültig erst im Jahr 1979. Inzwischen bilden die Kirchengemeinden Lardenbach/Klein-Eichen, Stockhausen und Weickartshain einen gemeinsamen Pfarrbereich im Dekanat Gießener Land in der Propstei Oberhessen der Evangelischen Kirche in Hessen und Nassau.
Bei der Renovierung 1977/1978 erfolgte ein Innenanstrich, bei dem die schwarz gefassten Inventarstücke aufgehellt wurden. Turm und Eingangsportal wurden 1978 neu verschiefert sowie das Dach repariert. 1991/1992 folgte eine weitere Renovierung.

## Architektur

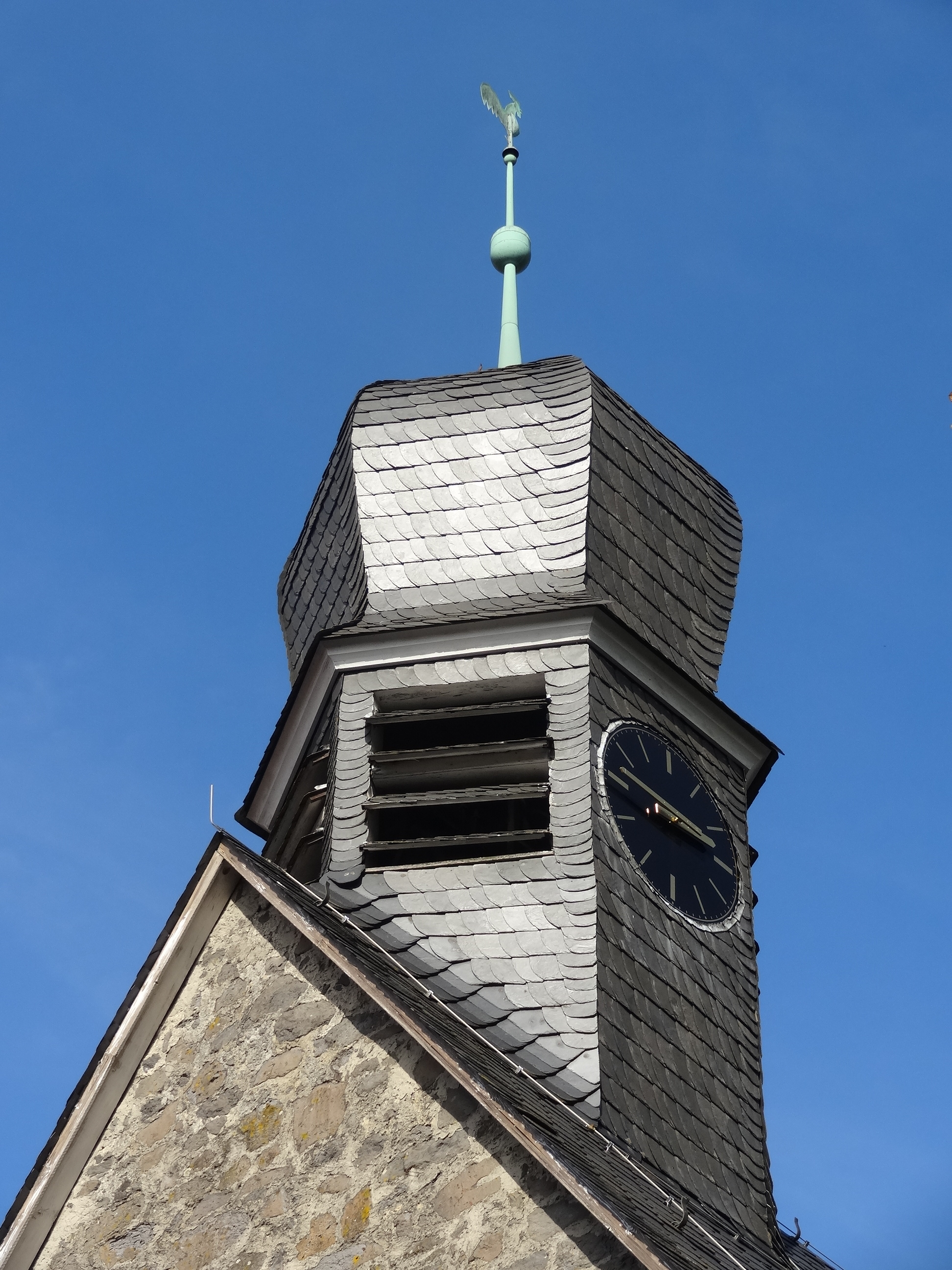
Sechsseitiger Dachreiter

Die in etwa geostete Saalkirche aus unverputztem Bruchsteinmauerwerk aus Basalt auf rechteckigem Grundriss ist etwas erhöht im Ortszentrum errichtet. Der Entwurf des Hochbauamtes Gießen im historisierenden Heimatstil lehnte sich an die Kirche in Blitzenrod an, die 1926 nach Plänen von Heinrich Walbe errichtet wurde. Beide Entwürfe greifen die Formensprache von Dorfkirchen des 18. Jahrhunderts auf.
Dem steilen, verschieferten Satteldach ist im Westen ein zweistufiger Dachreiter aufgesetzt. Die sechsseitige Glockenstube hat rechteckige Schalllöcher und das Ziffernblatt der Turmuhr. In barocken Formen ist die Haube gestaltet, die sich nach oben verbreitert und von Knauf, schmiedeeisernem Kreuz und Wetterhahn bekrönt wird. Dem Satteldach sind an beiden Seiten je zwei kleinen Gauben aufgesetzt.
Die Westseite hat einen Portalvorbau. In der Ostecke der Südwand sind die Gewände eines Portals eingearbeitet, um hier später bei Bedarf einen Durchbruch für einen zweiten Eingang schaffen zu können. Der gelbe Verputz ist regionaltypisch. An einigen Stellen waren die aus Weickartshain stammenden Steine gesprungen und sind ersetzt worden. Der graue Putz weist auf die Ausbesserungsmaßnahmen hin. Der Innenraum wird an den Langseiten durch je drei hohe schmale Rechteckfenster im Stil des Neoklassizismus mit unregelmäßigen Gewänden belichtet.

## Ausstattung

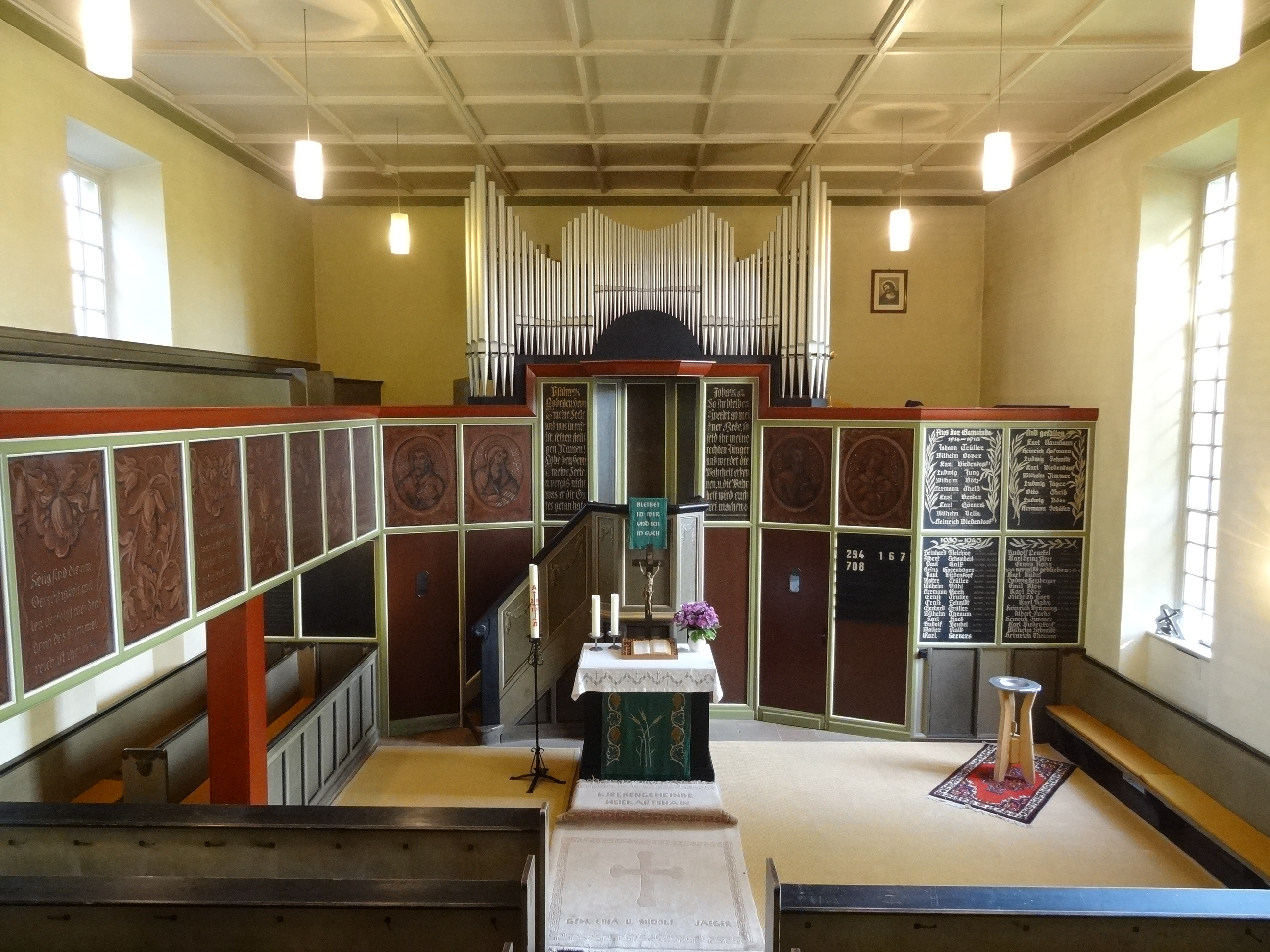
Innenraum mit Blick nach Osten

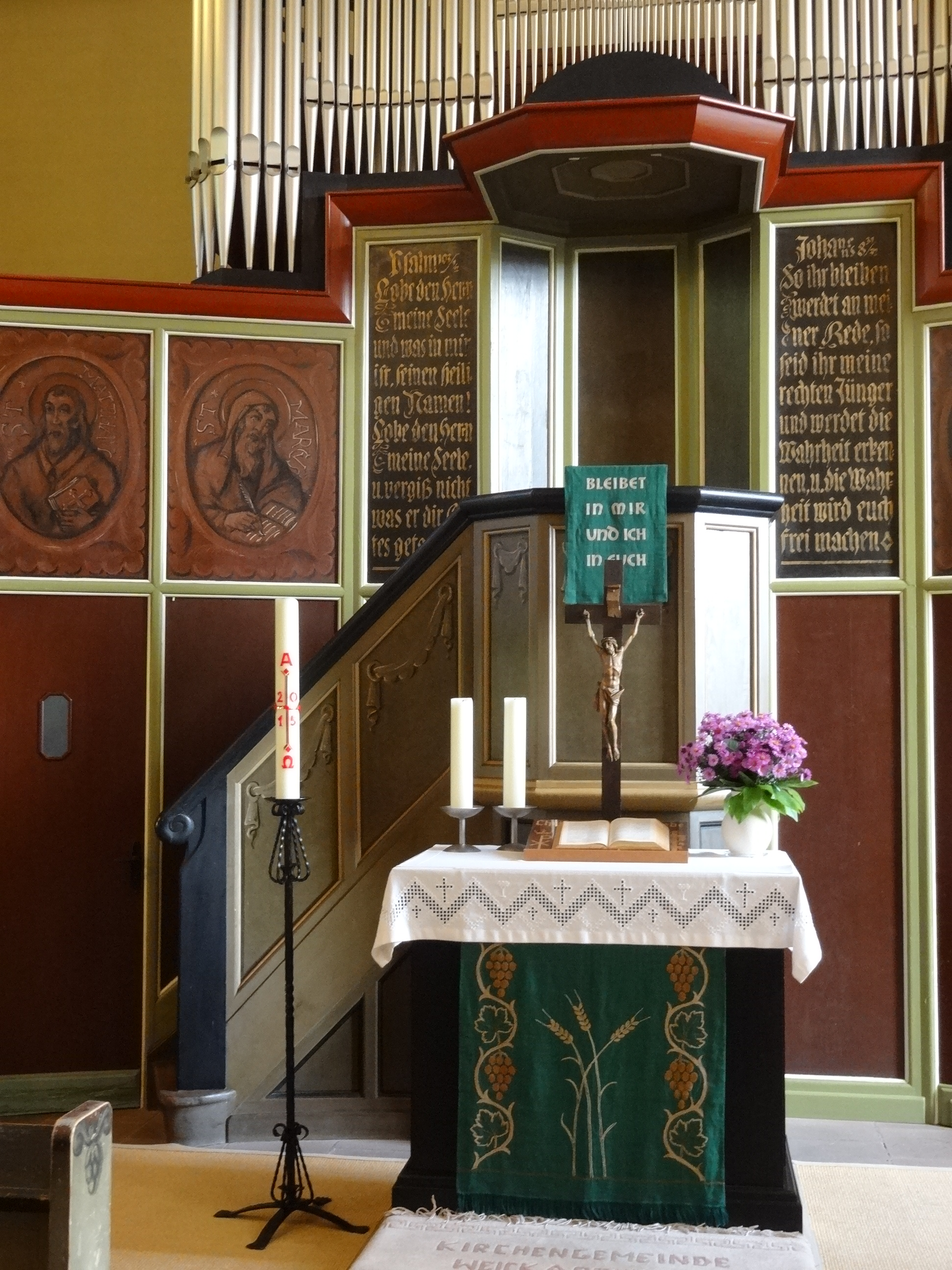
Altar und Kanzel

Der Innenraum wird von einer weißen, kassettierten Flachdecke abgeschlossen. Die Innenausstattung ist weitgehend aus Holz gefertigt. Die drei Prinzipalstücke Altar, Kanzel und Orgel stehen entsprechend dem Wiesbadener Programm hinter- und übereinander auf der Mittelachse. Die hölzerne Empore ist dreiseitig umlaufend. Die Emporenbänke reichen über den Altarbereich hinaus, sodass ein Chorraum vermieden wird. Im Westen wird ein Querunterzug von zwei vierseitigen Holzpfosten gestützt, die die Westempore einbeziehen. Die Nordempore ruht ebenfalls auf einer vierseitigen Stütze, während im Osten eine Kanzelwand eingebaut ist, die die Sakristei abtrennt. Die Wand verläuft im Bereich der Kanzel nicht gerade, sondern hat eine Ausbuchtung nach hinten. Die Rückwand der Kanzel ragt überhöht über die Orgelempore und wird von einem polygonalen Schalldeckel abgeschlossen. Sie ist nach hinten ausgebuchtet und wird seitlich von zwei Schrifttafeln flankiert, die Inschriften mit Bibelworten aus Ps 103,1–2  und Joh 8,31–32  tragen. Die kassettierten Kanzelfelder und der Kanzelaufgang sind dezent mit aufgemalten Girlanden verziert. Im weiteren Verlauf der Ostempore sind Medaillons mit Darstellungen der vier Evangelisten aufgemalt. Ganz im Süden sind an der Kanzelwand vier Gedenktafeln für die Gefallenen der beiden Weltkriege angebracht. Die Brüstungsfelder von West- und Nordempore haben Rankenornamente im Stil des 17. Jahrhunderts. Eine Holztafel auf der gegenüberliegenden Seite der Kanzelwand unter der Nordempore erinnert an den Kirchenbau. Auf den dazwischen liegenden Feldern sind Bibelverse, vor allem mit den Seligpreisungen der Bergpredigt, aufgemalt.
Das Taufbecken, eine Zinnschale mit einem dreibeinigen Holzständer, und der hölzerne Blockaltar sind beweglich. Auf dem Altar steht ein hölzernes Kruzifix des Dreinageltypus. Das hölzerne Kirchengestühl lässt einen Mittelgang frei. Nördlich des Altars sind zwei Bänke quergestellt.

## Orgel

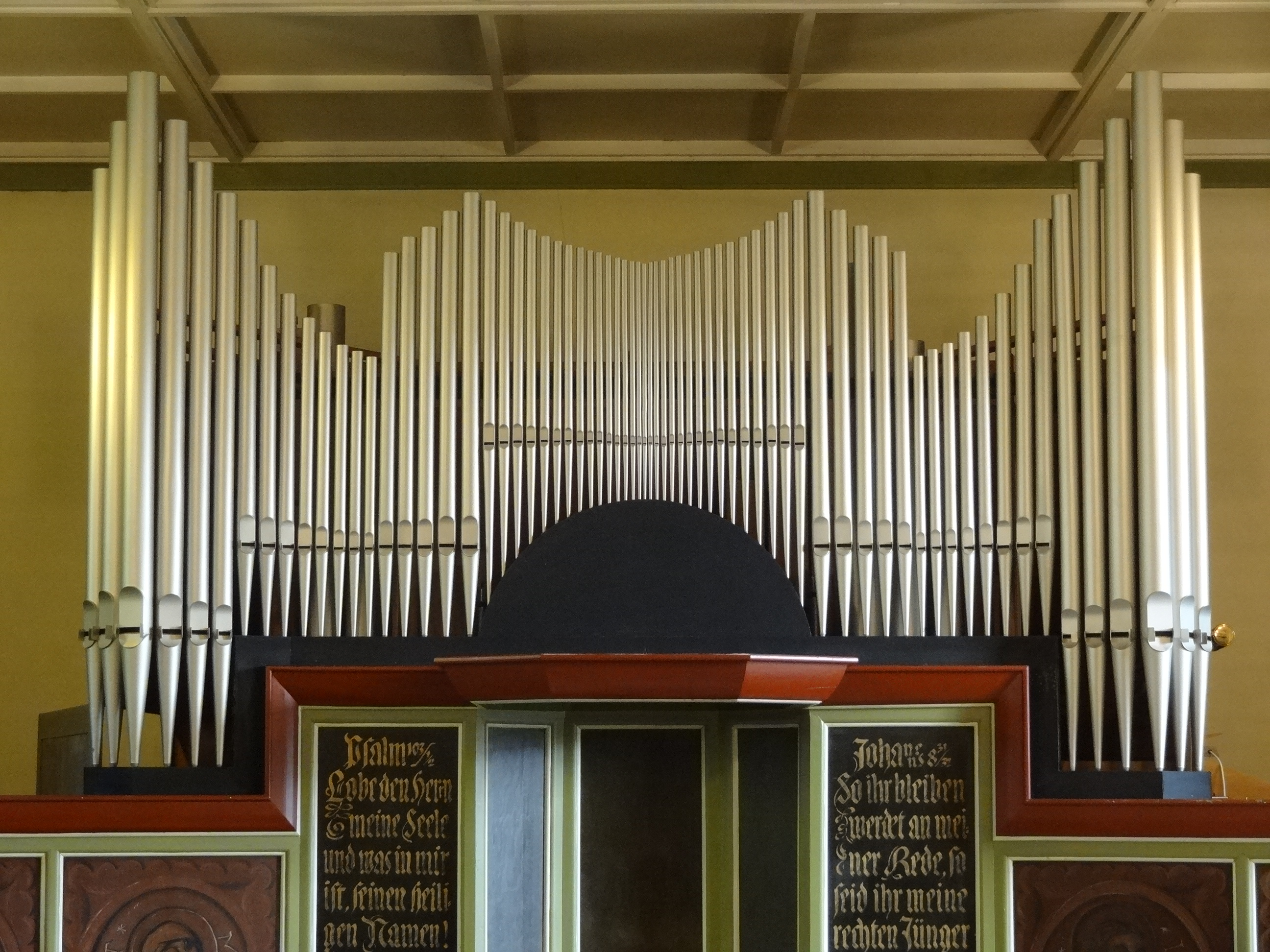
Freipfeifenprospekt der Orgel von 1932

In der neuen Kirche stand zunächst ein Harmonium, das aus dem Vorgängerbau übernommen wurde und 1922 angeschafft worden war. 1933 wurde eine Orgel der Firma Aug. Laukhuff von Georg Schlosser aus Nieder-Ohmen in Eigenbauweise aufgestellt. Das Instrument mit einem Freipfeifenprospekt nach einem Entwurf von Walbe aus dem Jahr 1932 verfügte über fünf Register, die sich auf einem Manual und Pedal verteilten. Die Licher Firma Förster & Nicolaus schuf 1981/1982 ein neues Werk unter Einbeziehung des Prospektes und von vier Registern aus der alten Orgel. Ergänzt wurden Mixtur und Subbass. Die Kosten betrugen 65.400,30 DM. Das Instrument besitzt sechs Register auf einem Manual und Pedal. Ein weiteres Register ist zum Ausbau vorbereitet. Die Disposition lautet wie folgt:
| I Manual C–f3 |    |
| Principal     | 8′ |
| Gedackt       | 8′ |
| Oktave        | 4′ |
| Spitzflöte    | 4′ |
| Oktave        | 2′ |
| Mixtur III    |    |

| Pedal C–f1 |     |
| Subbaß     | 16′ |

- Koppeln: I/P

## Glocken
Die alte Kapelle erhielt 1842 eine Glocke der Firma Barthels und Mappes aus Frankfurt am Main, 1854 eine zweite aus Laubach, die 216 Pfund wog. Beide sind nicht erhalten. Nachdem aus der größeren Glocke im Jahr 1910 ein Stück herausgesprungen war, wurde sie im selben Jahr ersetzt. Die neue Glocke trug die Inschrift „Ein feste Burg ist unser Gott“ und musste 1917 zu Kriegszwecken abgeliefert werden. Eine kleinere Glocke wurde 1941 konfisziert und 1949 ersetzt.
| Nr. | Gussjahr | Gießer, Gussort     | Durchmesser (mm) | Schlagton | Inschrift                                                                              | Bild |
| 1   | 1949     | Bachert             | 775              | c2        | „Glaube – Hoffnung – Liebe [Lutherrose] Den Opfern des Krieges 1939–45 zum Gedächtnis“ |      |
| 2   | 1931     | Gebr. Rincker, Sinn | 670              | es2       | „Ein feste Burg ist unser Gott“                                                        |      |